# Alexej Ignatiev
Alexej Alexejevitj Ignatiev, född 2 mars 1877 i Sankt Petersburg, död 20 november 1954 i Moskva, var en rysk greve, officer och diplomat. Han började sin militära karriär i gardeskavalleriet, genomgick generalstabsakademin, deltog i rysk-japanska kriget och blev militärattaché vid olika ryska beskickningar i Europa. Vid slutet av första världskriget tjänstgjorde han i Frankrike. Efter oktoberrevolutionen ställde sig Ignatiev i sovjetmaktens tjänst och vägrade att överlämna de 225 miljoner guldfranc som fanns i franska banker till den ryska exilregeringen. Han förblev dock i Paris och när Frankrike och Sovjetunionen öppnade diplomatiska förbindelser verkade han vid den sovjetiska handelsdelegationen. Ignatiev återvände 1935 till Ryssland där han inträdde i Röda armén. Det var på hans förslag som Suvorovskolorna inrättades. Hans memoarer, Från tsarens hov till röda armén, blev en stor läsarframgång som omtrycktes flera gånger.